# Alex Wyse (actor)
Alexis Wyse (Beachwood, 18 de febrero de 1987) es un actor estadounidense, activo en teatro, cine y televisión.

## Biografía
Estudió en la Universidad de Boston y debutó en Broadway en 2011, con el musical Lysistrata Jones. También ha protagonizado otros musicales, entre ellos Triassic Parq (Off Broadway, 2012), Bare (Off Broadway, 2013), Wicked (gira por Estados Unidos, 2013-2014), Spring Awakening (Los Ángeles, 2015; Broadway, 2015-2016).

## Filmografía

### Actor

#### Cine
- Coda, dirigida por Kitao Sakurai y Andrew Spirk (2003) – cortometraje
- Fifty Grades of Shay, dirigida por Nick Choksi (2012) – cortometraje
- Bare: The musical, dirigida por Stafford Arima (versión directa a vídeo, 2012)
- X/Y, dirigida por Ryan Piers Williams (2014)
- One Small Step for Melvin, dirigida por Preston Sadleir - cortometraje (2014)
- Dating My Mother, dirigida por Mike Roma (2017)
- Broadway Whodunit: A Very Hanukkah Whodunit, dirigida por Andrew Barth Feldman (versión directa a vídeo, 2020)
- Gente del estómago, dirigida por Julia Mattison - cortometraje (2022)

#### Televisión
- Bored to Death – serie de TV, 4 episodios (2010-2011)
- It Could Be Worse – serie de TV, episodio 1x10 (2013)
- Masters of Sex – serie de TV, episodios 2x03-2x07-2x08 (2014)
- Bad Judge – serie de TV, episodio 1x05 (2014)
- A to Z – serie de TV, episodio 1x08 (2014)
- Modern Family – serie de televisión, episodio 6x12 (2015)
- Switched at Birth – serie de TV, episodios 4x02-4x05 (2015)
- Agente X – serie de TV, episodio 1x05 (2015)
- Iron Fist – serie de televisión, 4 episodios (2017)
- NCIS: Los Ángeles – serie de TV, episodio 9x06 (2017)
- The Bold and the Beautiful – telenovela, 66 episodios (2017-2018)
- Indoor Boys – serie de TV, 24 episodios (2017-2019)
- Only Children – serie de TV, 6 episodios (2018)
- The Other Two – serie de televisión, episodio 2x06 (2021)
- La maravillosa señora Maisel (The Marvelous Mrs. Maisel) – serie de TV, episodio 5x04 (2023)
- Elsbeth – serie de TV, episodios 1x05-1x07 (2024)

### Actor de voz
- Summoning Sylvia, dirigida por Wesley Taylor y Alex Wyse (2023)

### Director

#### Cine
- Summoning Sylvia, codirigida con Wesley Taylor (2023)

#### Televisión
- Indoor Boys - Serie de televisión, 24 episodios (2017-2019)

### Productor

#### Cine
- One Small Step for Melvin, dirigida por Preston Sadleir - cortometraje (2014)
- What the Constitution Means to Me, dirigida por Marielle Heller (2020)

#### Televisión
- Indoor Boys – serie de TV, episodios desconocidos (2017)

### Guionista

#### Cine
- Un pequeño paso para Melvin, dirigida por Preston Sadleir - cortometraje (2014)
- Summoning Sylvia, dirigida por Wesley Taylor y Alex Wyse (2023)

#### Televisión
- Indoor Boys – serie de televisión, 24 episodios (2017-2019)

## Transmisiones de televisión
- Primetime: What Would You Do? - reality (2010)
- Nikki & Sara Live - comedia de variedades (2013)
- Late Night with Seth Meyers - talk show (2015)
- The 70th Annual Tony Awards, dirigido por Glenn Weiss - especial de TV (2016)
- Soap Central - talk show (2017)
- Broadway.com #LiveatFive - talk show (2019)

## Radio
- Thanks for Coming In - podcast (2020)
- Fanaddicts Podcast - podcast (2023)

## Teatro (parcial)
- Lysistrata Jones (2011)
- Triassic Parq (2012)
- Bare (2013)
- Wicked (2013-2014)
- Spring Awakening (2015-2016)